# Couvent Saint-François de Palma
Le couvent Saint-François de Palma de Majorque (en catalan : Convent de Sant Francesc de Palma) a été fondé en 1232. Il a été déplacé en 1281 sous sa forme actuelle. Jacques de Majorque, fils du roi Jacques II de Majorque y prit l'habit au XIIIe siècle. 
L'église et le cloître Saint-François forment un des meilleurs ensembles architecturaux de Palma de Majorque.

## Description

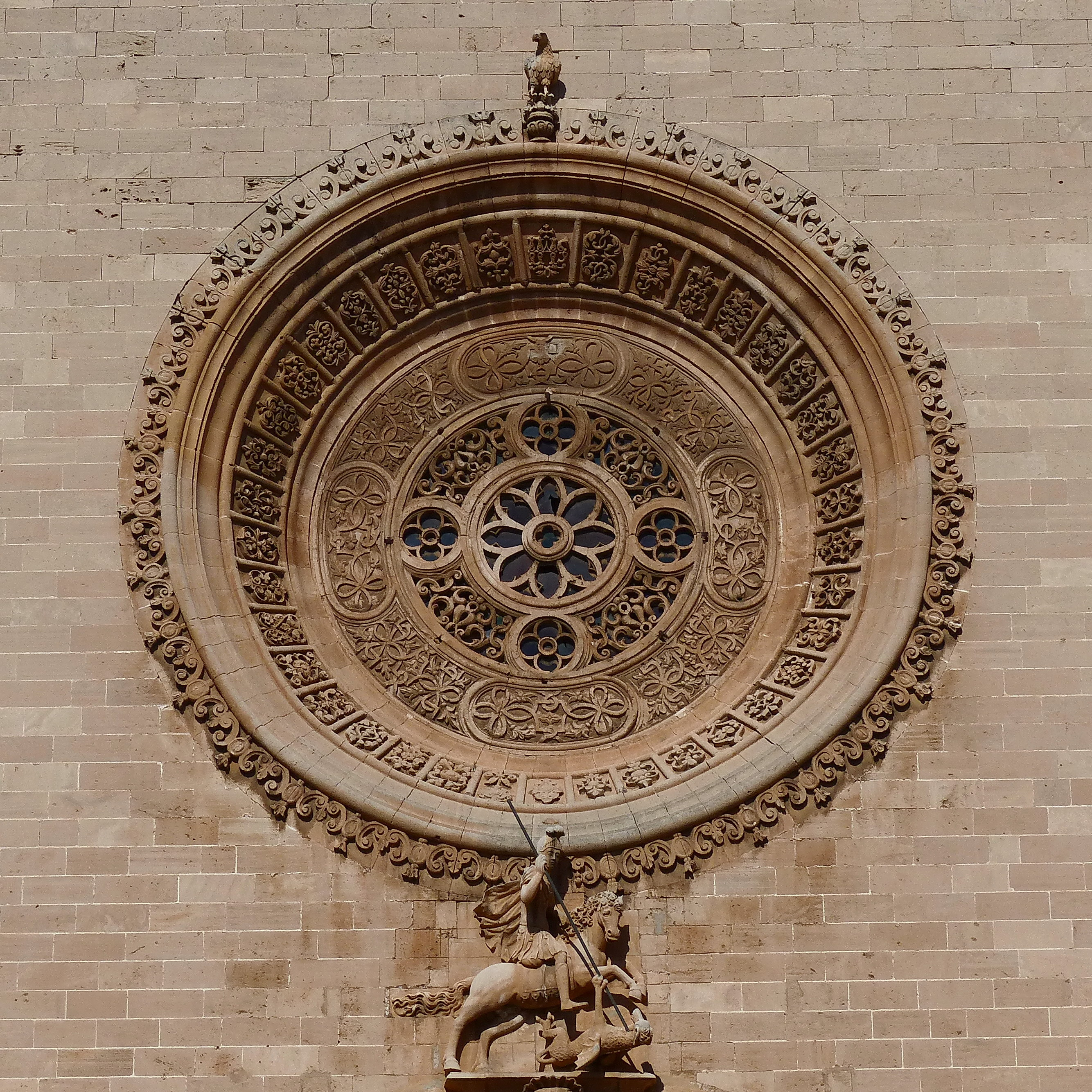
Rosace de l'église.

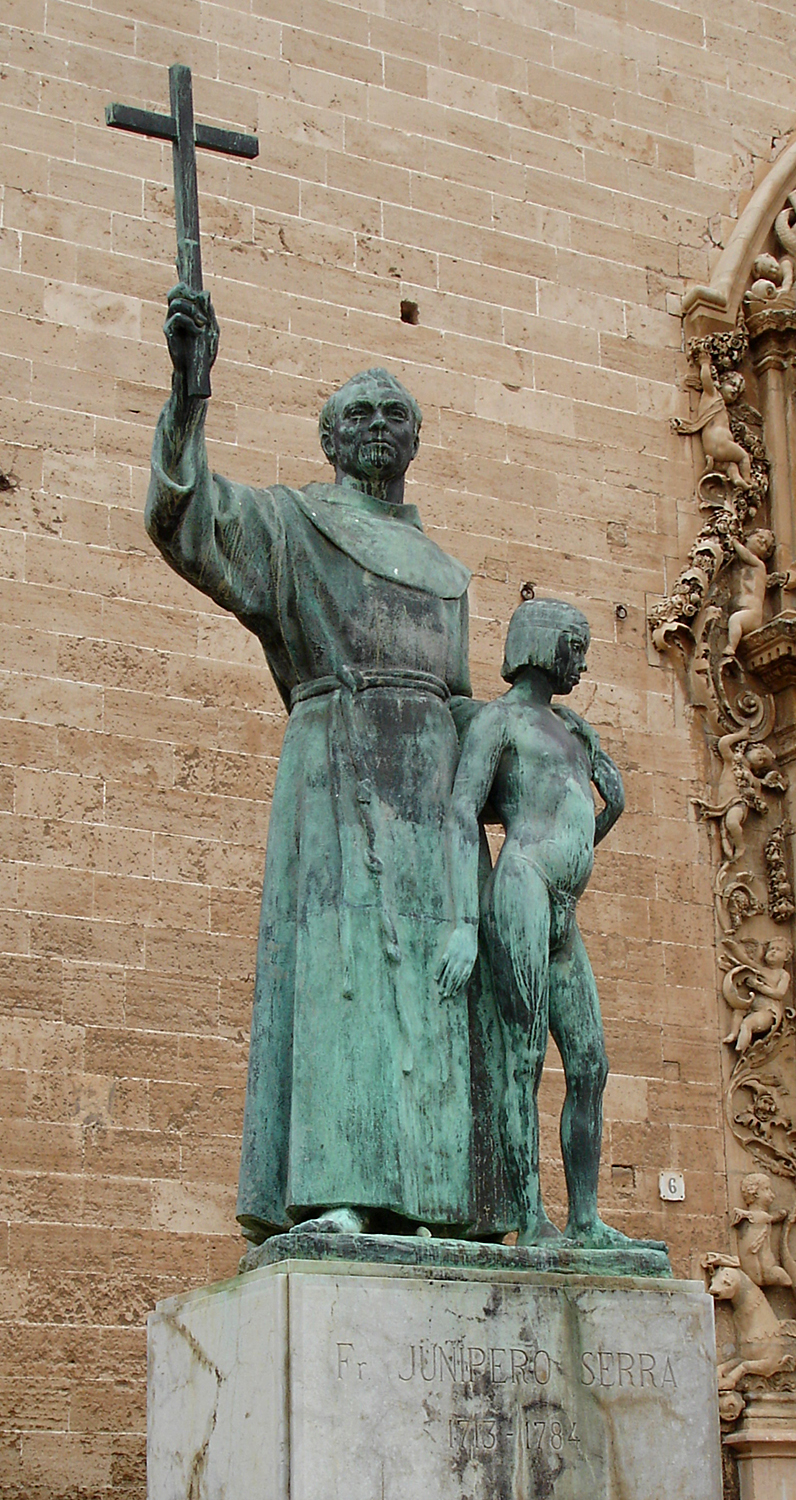
Statue de Serra.

L’église, construite entre 1281 et 1317, a une unique nef de style gothique. Elle est entourée de 8 chapelles latérales et d'une abside polygonale sur laquelle sont adossées d'autres chapelles. Les plus récentes furent construites entre 1445 et 1670. À l'intérieur, on note le retable, œuvre baroque et le cœur du XVe siècle. Le sépulcre de Ramon Llull est situé dans la chapelle située à gauche du presbytère. Il est sculpté en 1478 par Francesc Sagrera.
La façade a été reconstruite au XVIIe siècle par Francisco de Herrera en 1690. Le portail est baroque. Le tympan et la rosace sont du vitrier Pere Comas.
Adossé à l'église, on trouve le cloître construit aux XIVe siècle et XVIIe siècle. C'est un très bel ensemble duquel se détachent les fines colonnes et les arcs boutants. La galerie nord est la plus ancienne. La galerie méridionale et occidentale (adossée à l'église) sont plus récentes (XVe siècle). Les galeries supérieures sont du XVIe siècle et XVIIe siècle.

## Histoire

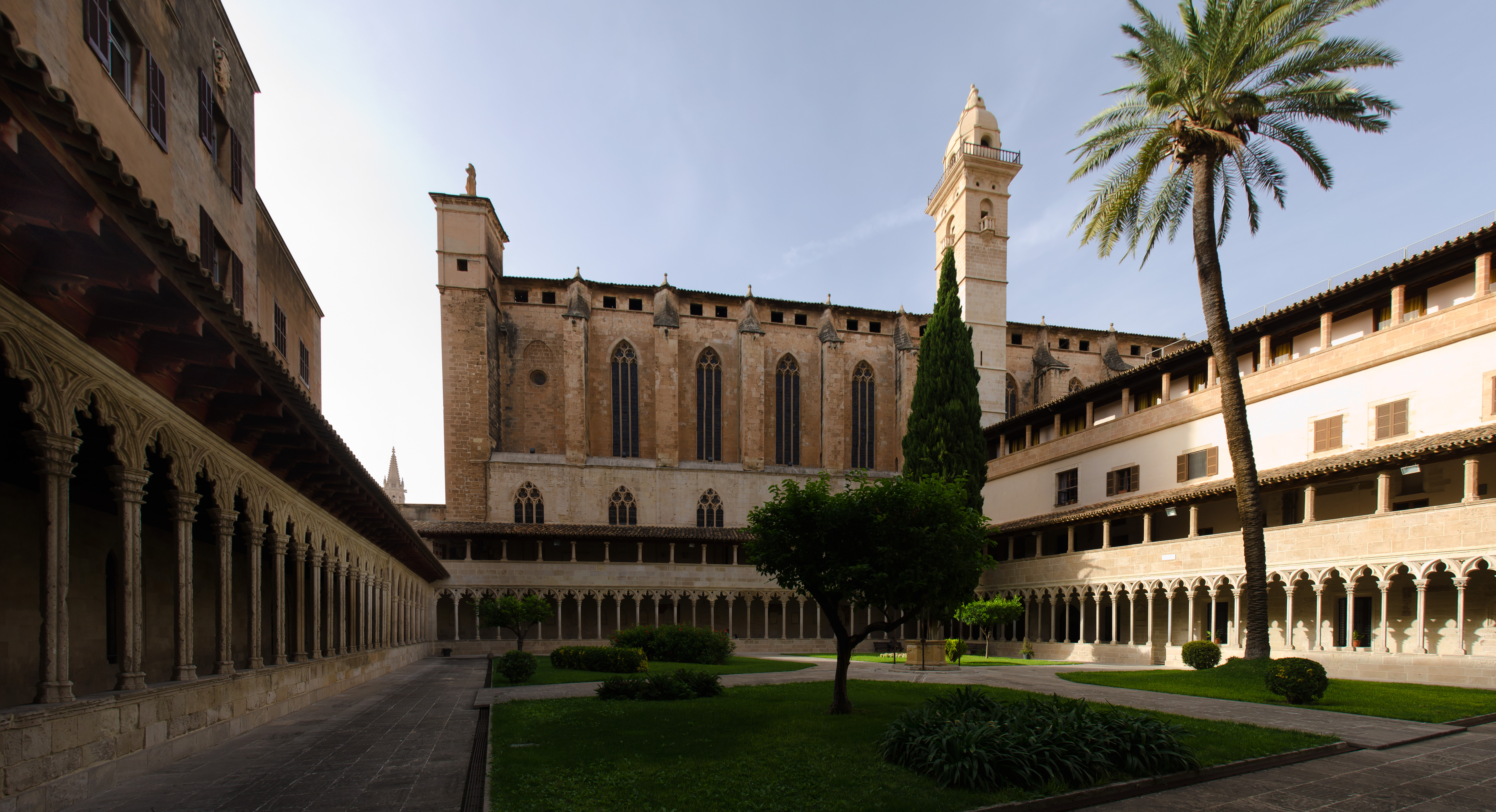
Le cloître.

Jacques II de Majorque protégea ce couvent où son fils Jacques de Majorque prit l'habit. Durant les XIIIe siècle et XIVe siècle la communauté de Saint-François a eu une grande influence sur la vie majorquine. Au fil des siècles, plusieurs personnages importants fréquentèrent le couvent, comme Juníper Serra, missionnaire en Amérique, béatifié en 2015. 
En 1832, l'édifice passe sous le contrôle de civils avant de retourner aux franciscains en 1906 ; ils l'utilisent comme lieu de culte et d'éducation, puisqu'ils y ont ouvert une école encore en activité, ainsi qu'un centre culturel.